# はるか (列車)
はるかは、西日本旅客鉄道（JR西日本）が、関西国際空港のアクセス列車として野洲駅・草津駅・京都駅 - 関西空港駅間で運行している特急列車である。

## 概要
1994年（平成6年）9月4日に開港した関西国際空港（関西空港）への空港アクセス鉄道の1つとして運行を開始した。琵琶湖線（東海道本線）の野洲駅・草津駅・京都駅から新大阪駅・大阪駅・天王寺駅を経由して関西空港駅に至る。新大阪駅 - 天王寺駅は、南紀（和歌山）方面の特急「くろしお」と同様に梅田貨物線（東海道本線支線）および大阪環状線の西側を通るルートであり、そのため当初は主要駅である大阪駅（梅田）を経由しなかったが、2023年（令和5年）3月18日の梅田貨物線地下化および大阪駅地下ホーム開業により停車するようになった。
空港連絡特急列車の意味合いで、関空特急 (Kansai Airport Limited Express/Kansai A.P Ltd.Exp)  と言う名称が与えられている。この使い分けの例として、新大阪駅・大阪駅・天王寺駅では、関西空港行きを「関空特急」、京都方面行きを「特急」として区別している。また、「JR時刻表」の編成表にも「関空特急［電車］はるか」と記載されている。
南海電気鉄道（南海電鉄）の空港アクセス特急「ラピート」のライバルであるが、「ラピート」がミナミの玄関口である難波駅をターミナル駅とするのに対して、「はるか」は京都駅や新大阪駅、大阪駅（梅田）方面と棲み分けされている。また、「ラピート」が停車駅を拡大したのと同様、本列車群も当初の空港アクセス専業に加えて、ラッシュ時間帯に運行される列車では停車駅を増やしたことや米原駅まで延伸したこともあって、通勤特急の色合いも強くなっている。ただし、現在は、野洲駅までの運転となっている。新大阪や京都、その先の滋賀県から乗り換えなしで関西国際空港へのアクセスが可能であり、南海の「ラピート」と比較してJR西日本の鉄道網を活用した広域アクセスで強みを見せる。
2019年（令和元年）6月21日、近年の訪日外国人旅行者の増加に対応するため、付属編成（3両編成）6本を増備し、2020年（令和2年）春を目処に「はるか」を全列車9両編成化する予定が発表された。増備される付属編成は、衝突・衝撃吸収構造を強化し、車内サービスを充実させた新形式（271系）となることが発表され、2020年（令和2年）3月14日から営業運転を開始した。
今後は、2029年度に京都駅から1駅延伸して山科駅発着に変更する予定。

### 列車名の由来
運行開始に先駆けて列車名が一般公募され、約35,000件の応募の中から選出された。最終的に空港アクセス列車であることから「空」をイメージできるもの、また「古都」である京都発着であることから「日本らしさ」、「はんなりと」といった日本的なイメージを持ったもの、としてそれに相応しい列車名を付けたとPRされた。なお応募件数1位は「流星」（315件）、2位は「はばたき」（311件）、3位は「いずみ」（和泉・泉も含む、307件）で拮抗しており、「はるか」は171件であった。

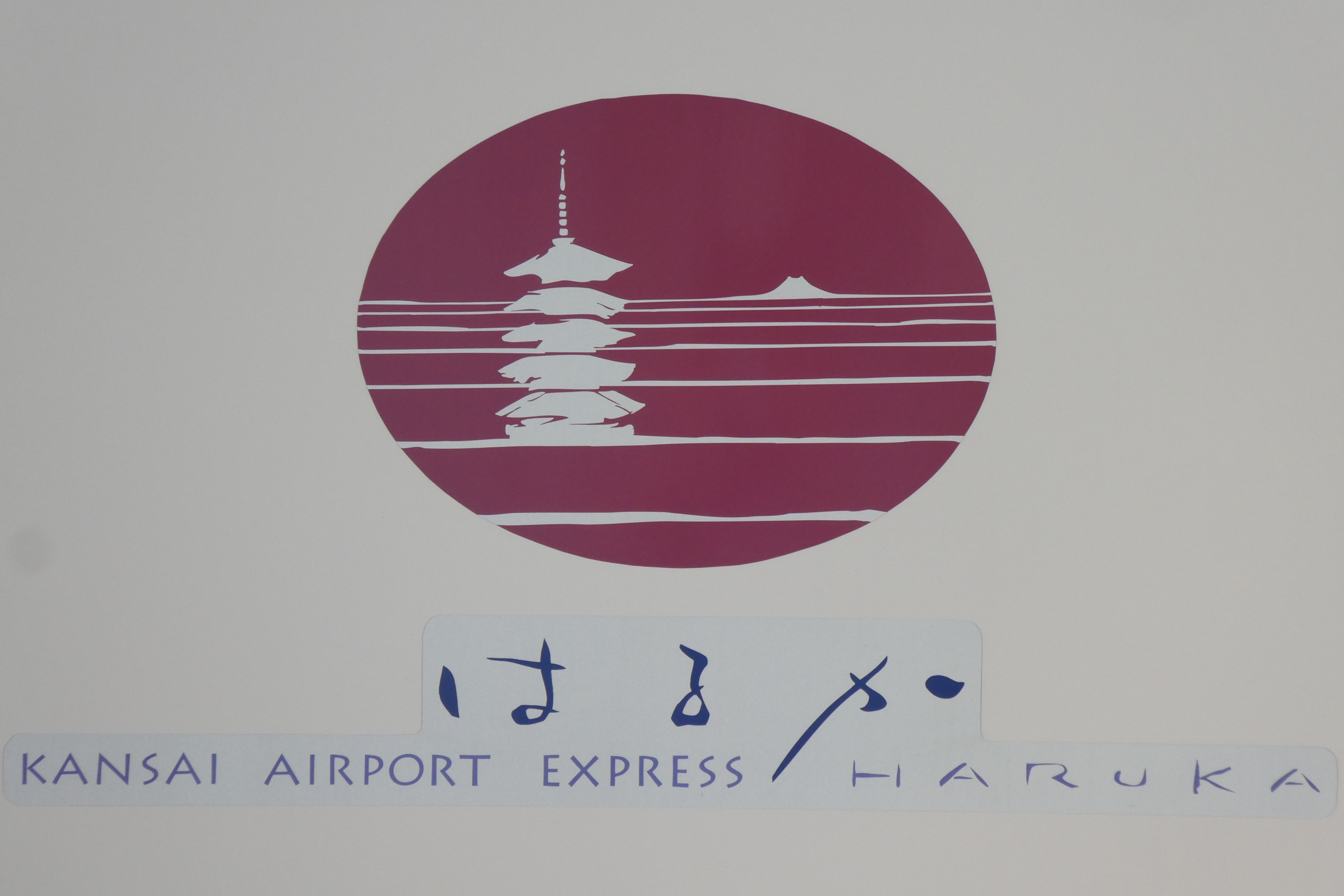
車体側面のロゴマーク
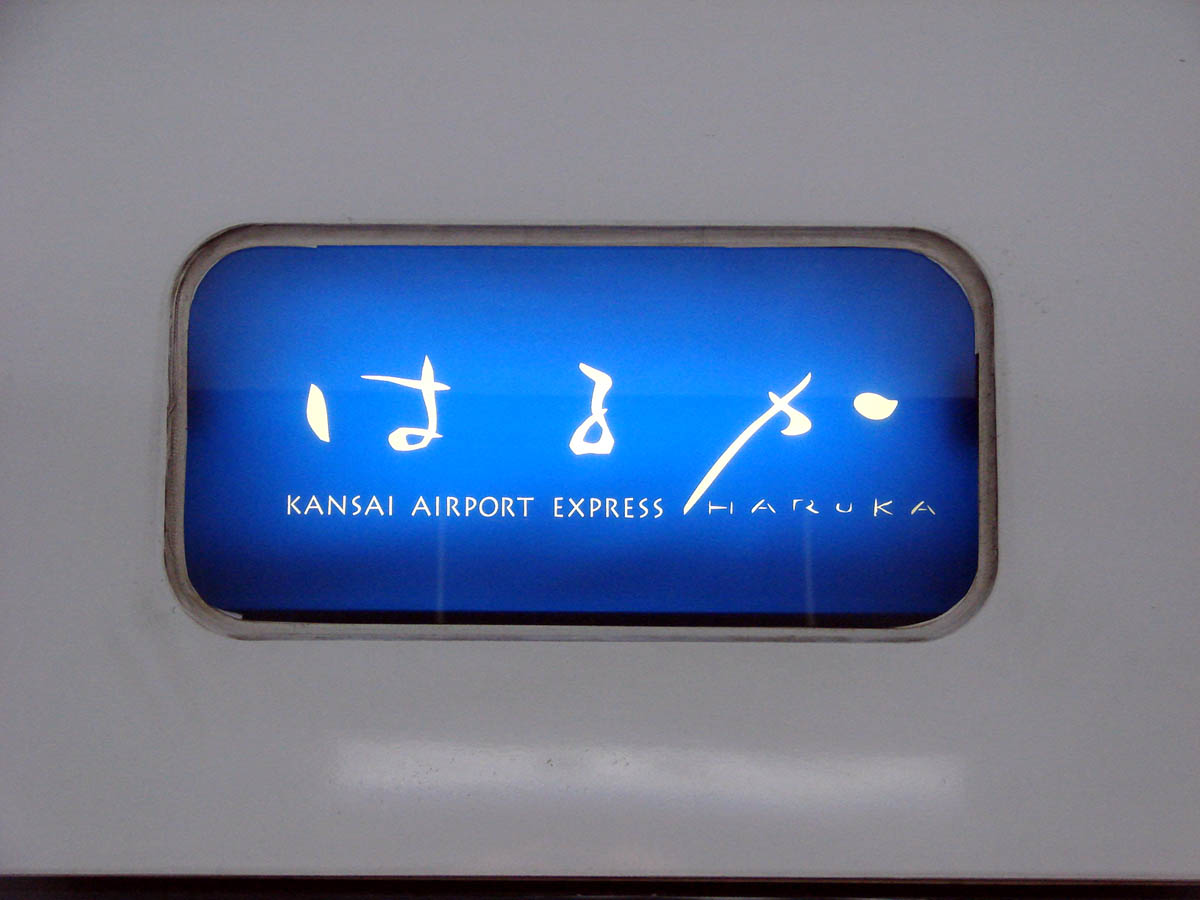
種別幕 （281系）
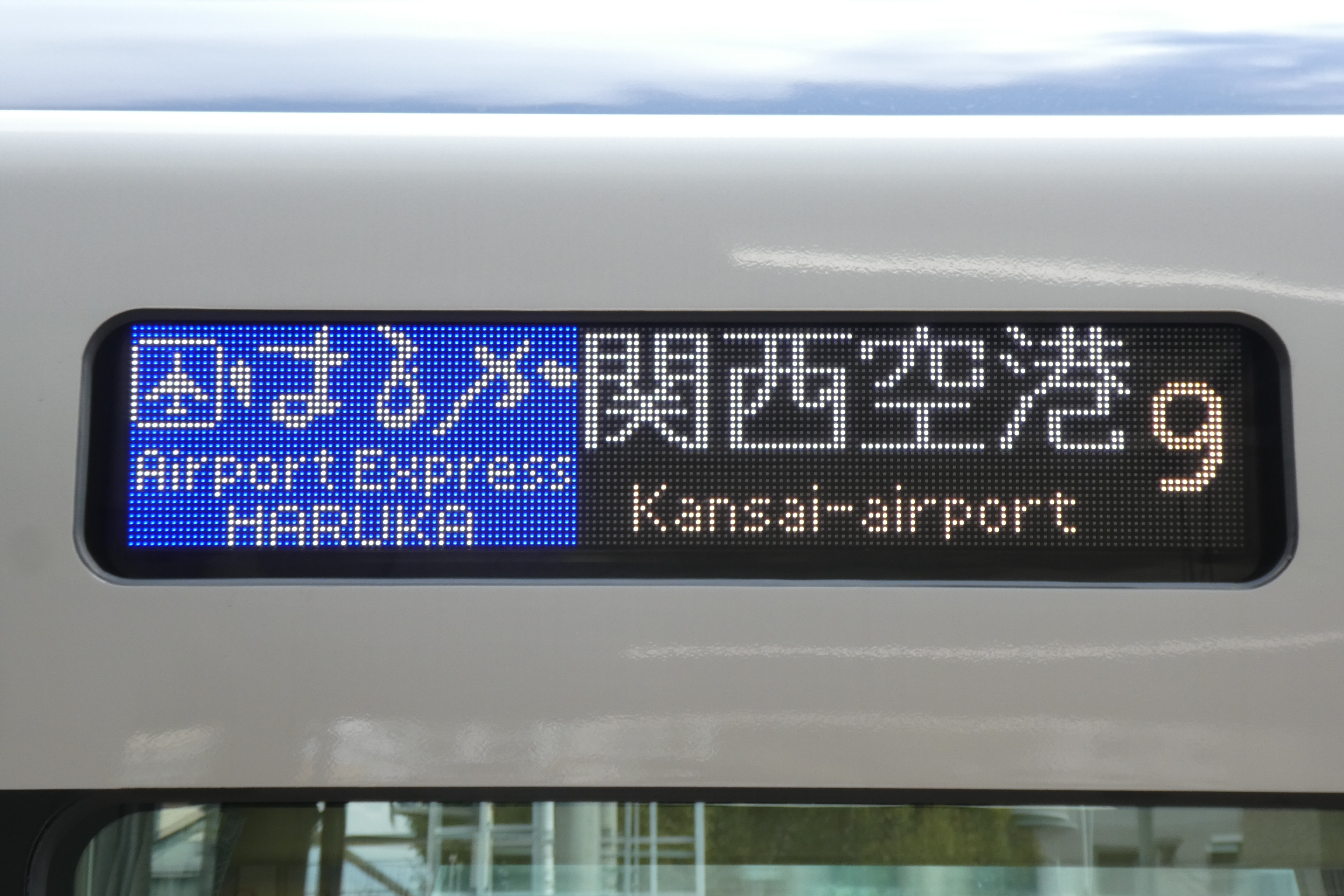
種別行先表示器 （271系）

## 運行概況

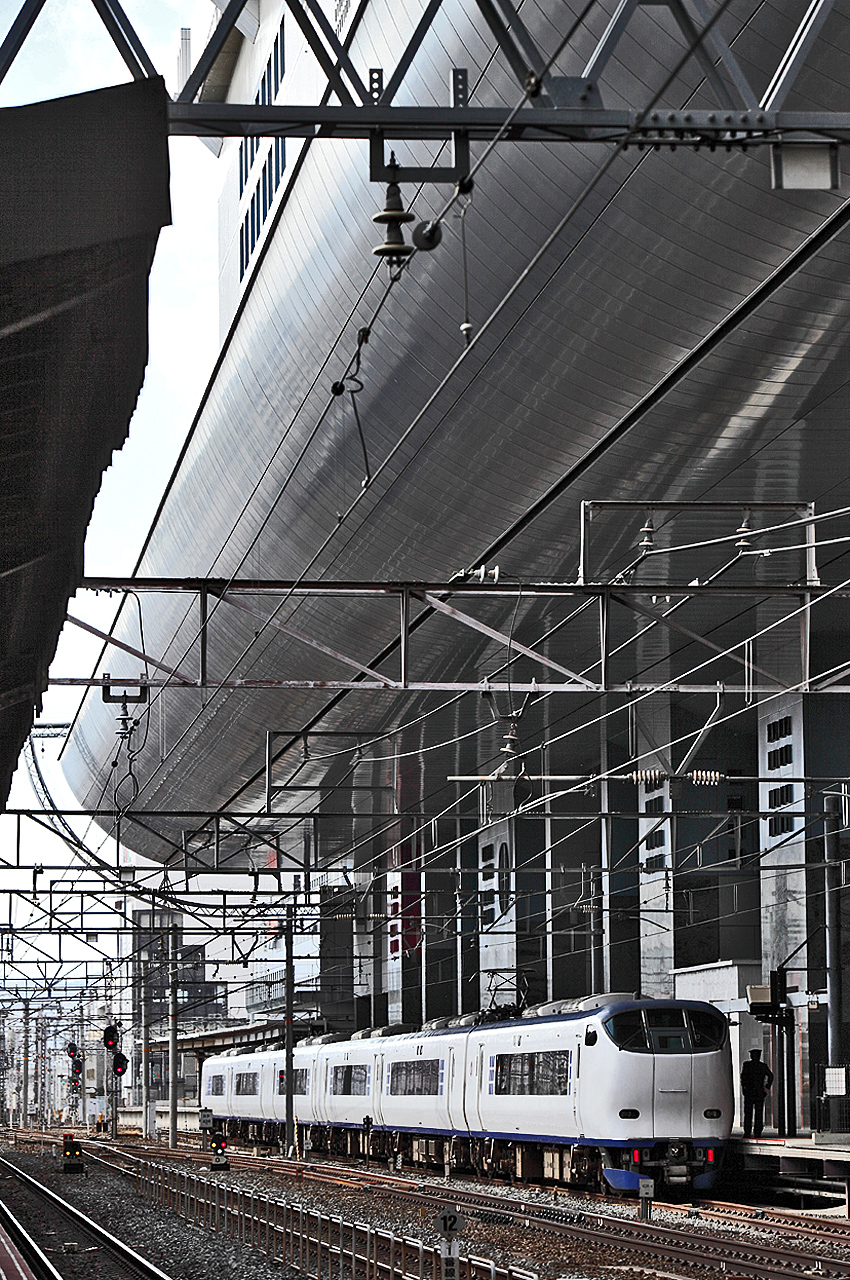
京都駅30番ホームの「はるか」

2024年（令和6年）3月16日現在、京都駅 - 関西空港駅間で下り27本・上り28本、草津駅 - 関西空港駅間で下り1本、野洲駅 - 関西空港駅間で2往復運転されており、京都駅 - 関西空港駅間では合計30往復運転されている。列車番号は10xxMで、末尾2桁は本列車群の号数と一致している。
特急「くろしお」と同じく、東海道・山陽新幹線の停車駅である新大阪駅には停車するものの、大阪駅はその北側を通る梅田貨物線を経由していたため同駅を経由しなかったが、2023年（令和5年）3月18日のダイヤ改正により、同駅地下ホーム（仮称：うめきた地下駅）へ乗り入れることになった。ただし、梅田貨物線には独自の営業キロが設定されていないため、運賃計算上、営業キロは東海道本線から大阪駅を経由し大阪環状線に入るものとして算出する。なお、大阪環状線には運賃・料金を計算する上での特例が設けられており、大阪駅 - 天王寺駅間は実際には西九条駅を経由（営業キロ11.0 km）しているが、営業キロに関しては鶴橋駅経由（営業キロ10.7 km）で算出することになっている。
運転開始当初は需要動向の不透明さから、一部の列車が新大阪駅発着とされたが、実際にはその新大阪駅発着の列車も新大阪駅 - 京都駅間は毎日運行する臨時列車として運行されていたため、実質的に全列車が京都駅発着であった。1996年（平成8年）3月16日に1往復を増発し、新大阪駅発着の列車も京都駅発着に変更された。1995年（平成7年）には臨時列車として1往復が草津駅発着として運行された。
2001年（平成13年）3月3日からユニバーサル・スタジオ・ジャパンへの連絡駅である西九条駅にも一部が停車するようになったが、2010年（平成22年）3月13日のダイヤ改正で取り止められるとともに、日中の6往復については毎日運転の臨時列車へと変更され、さらに2011年（平成23年）3月12日のダイヤ改正以降は繁忙期のみの臨時列車として運転されていた。その後、インバウンドによる利用が好調な背景もあり、2016年（平成28年）3月26日のダイヤ改正から再び定期列車化された。2021年（令和3年）3月13日改正では、新型コロナウイルスの感染拡大による利用状況の見直しなどにより、京都駅・関西空港駅発10時 - 16時台の列車の全てと、16時以降の約半数の列車が運転取り止めとなった。2022年（令和4年）7月1日より京都駅・関西空港駅発10時 - 16時台の約半数の列車が運転を再開し、2022年（令和4年）11月1日より運休していた全ての列車が運転を再開した。
平成30年台風第21号の影響でに関西空港線が不通となった際は、日根野駅発着に変更された。それ以外にも変更されるケースがある。

### 運行経路

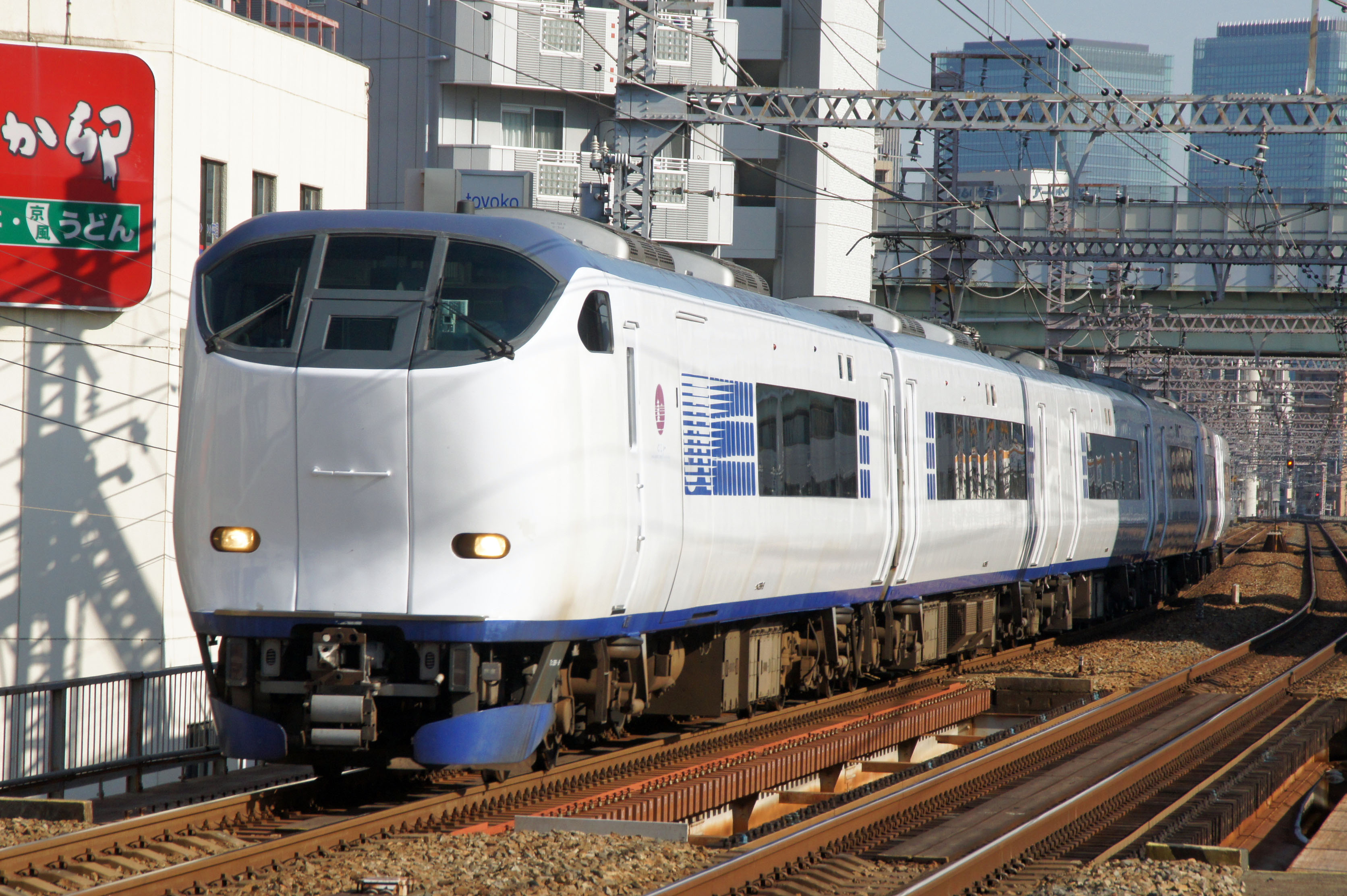
梅田貨物線を走行する「はるか」

京都駅発着の列車は、駅の西寄りにある30番のりばを使用している。そのため京都発の列車は、まず嵯峨野線の線路を走行し、京都貨物駅構内から貨物線を通り、桂川駅付近で東海道本線（JR京都線）を乗り越し、向日町駅構内でJR京都線の下り外側線（列車線）に入る。その後茨木駅から再びJR京都線の複々線を乗り越し吹田信号場へと入り、梅田貨物線を走る。
新大阪駅では3番のりばで客扱いを行い、大阪駅地下ホーム21番のりばに停車する。福島駅からは大阪環状線の最外線を経由して、西九条駅2・3番または4番のりばを通過して大阪環状線内回りに入っていく。新今宮駅手前で関西本線（大和路線）に転線して同駅2番のりばを通過し、天王寺15番のりば（関西本線ホーム）から短絡線を使って阪和線に入る。日根野駅からは関西空港線へ入り、関西空港駅に到着する。
一方、関西空港発の列車は、関西空港線から日根野駅4番のりばを経由して阪和線に入る。天王寺駅手前で短絡線から18番のりば（関西本線ホーム）に入り客扱いを行う。新今宮駅3番のりばを通過してから大阪環状線外回り線に転線し、西九条駅の外側から2番目の線路を通過し、梅田貨物線に入り、大阪駅地下ホーム24番のりばに停車する。新大阪駅では、1番のりばで客扱いをし、JR京都線上り外側線（列車線）に転線して京都駅まで走る。ただし、野洲・草津発着の列車は上下外側線を走行して、京都駅では野洲行きは0番のりば、野洲・草津発は6・7番のりばを使用する。

### 停車駅
凡例
- ●：停車
- －・←・→：通過（矢印は運転方向）

| 運行本数          | 号数                        | 野洲駅 | 守山駅 | 草津駅 | 南草津駅 | 石山駅 | 大津駅 | 山科駅 | 京都駅 | 高槻駅 | 新大阪駅 | 大阪駅 | 天王寺駅 | 和泉府中駅 | 日根野駅 | 関西空港駅 |
| ----------------- | --------------------------- | ------ | ------ | ------ | -------- | ------ | ------ | ------ | ------ | ------ | -------- | ------ | -------- | ---------- | -------- | ---------- |
| 下り15本 上り14本 | 下記以外                    |        |        |        |          |        |        |        | ●      | ─      | ●        | ●      | ●        | ─          | ─        | ●          |
| 下り3本 上り8本   | 1・5・7号 38 - 48・52・56号 |        |        |        |          |        |        |        | ●      | ●      | ●        | ●      | ●        | ─          | ─        | ●          |
| 下り1本           | 3号                         |        |        | ●      | ●        | ●      | ●      | ●      | ●      | ●      | ●        | ●      | ●        | →          | →        | ●          |
| 下り2本           | 9・11号                     | ●      | ●      | ●      | ●        | ●      | ●      | ●      | ●      | →      | ●        | ●      | ●        | →          | →        | ●          |
| 下り9本 上り6本   | 43 - 59号 2 - 12号          |        |        |        |          |        |        |        | ●      | ─      | ●        | ●      | ●        | ●          | ●        | ●          |
| 上り2本           | 50・54号                    | ●      | ●      | ●      | ●        | ●      | ●      | ●      | ●      | ●      | ●        | ●      | ●        | ←          | ←        | ●          |
| 停車本数          | 下り                        | 2      | 2      | 3      | 3        | 3      | 3      | 3      | 30     | 4      | 30       | 30     | 30       | 9          | 9        | 30         |
| 停車本数          | 上り                        | 2      | 2      | 2      | 2        | 2      | 2      | 2      | 30     | 10     | 30       | 30     | 30       | 6          | 6        | 30         |

米原直通時の停車駅
米原駅 - 彦根駅 - 近江八幡駅 - 野洲駅
2002年（平成14年）夏季には、一部列車がりんくうタウン駅に臨時停車した。
かつて新大阪駅 - 西九条駅（2010年（平成22年）3月以前は一部停車していたが、全列車通過）間は大阪駅を経由せず、東海道本線の支線（梅田貨物線）経由で運行していた。その後、同線の地下化に伴う大阪駅ホームの設置に伴い2023年（令和5年）3月18日のダイヤ改正より全列車が大阪駅への停車を開始した。

### 使用車両・編成
運行開始当初から当列車専用で新製した281系電車のみが使用され、6両または9両で運行されていたが、利用者数の増加により付属編成に271系電車が投入された2020年（令和2年）3月14日のダイヤ改正で全列車9両での運行となり、輸送力が増強された。しかし、新型コロナウイルス感染症により訪日外国人が減少したことに伴い、同年4月1日から全列車6両にしていた。その後、2021年（令和3年）3月13日から朝の2往復のみ9両での運転を再開している。ただし、9両編成は6両基本編成と3両付属編成を併結したもので、両編成間の通り抜けはできない。当初、多客期は予備の中間車を挿入して7両または8両で運行されていたが、輸送実績が好調なため、1995年（平成7年）に中間車を増備して6両編成化され、同時に3両の付属編成も3本増備している。
グリーン車は1号車、自由席は基本的に5 - 6号車であるが、列車により増減がある。運行開始当初は全車座席指定席で、関西空港方の先頭車である5号車をグリーン車とした5両編成で運行されていた。これは京都シティエアターミナル（京都CAT）からの荷物輸送を行う関係に伴うもので、2002年（平成14年）10月1日に同施設が閉鎖されたことを受けて、列車の編成を逆にして1号車がグリーン車となった。自由席は1998年（平成10年）12月1日から設定された。これは、飛行機の到着や入国手続きなどの遅れにより京都方面行き列車に乗り遅れた際の特急券の無駄を防ぐことや、特急券に関する手続きを簡素化するためでもある。また、空港へ向かう場合は時間がはっきりしており、自由席を設置することにより実質的な値下げとなるため、シェア低下に対する対策（当時はリムジンバスが発着地拡大によるシェアを伸ばしていた）でもあった。このため、近年は多くのJR特急が全車指定席化を進められている一方、関西圏発着の特急では唯一、自由席が残る。なお、上記の理由もあり、2017年（平成29年）10月21日までは4号車は京都方面行きが自由席・関西空港行きが指定席（一部例外あり）とされていた。訪日外国人旅客の増加により自由席が著しく混雑していることから、2019年（平成31年）3月16日のダイヤ改正より、日中の上り列車のみ3号車が自由席に変更された。この場合、3号車内にある車いす対応座席のみ指定席扱いとなる。この問題に対処するため、全列車を9両編成にするための新型車両271系が増備され、2020年（令和2年）3月14日より運行を開始した。
年末年始等、多客期には3両付属編成が不足することがあるため、一部の6両基本編成から中間車3両を抜き取り、ほかの6両基本編成に挿入したうえで9両貫通編成を組ませることがある。また、残りの3両は付属編成としてほかの6両基本編成に増結して変則9両編成を組むこともあり、この場合はグリーン車2両連結の列車が発生することになる。

ラッピング前の外観
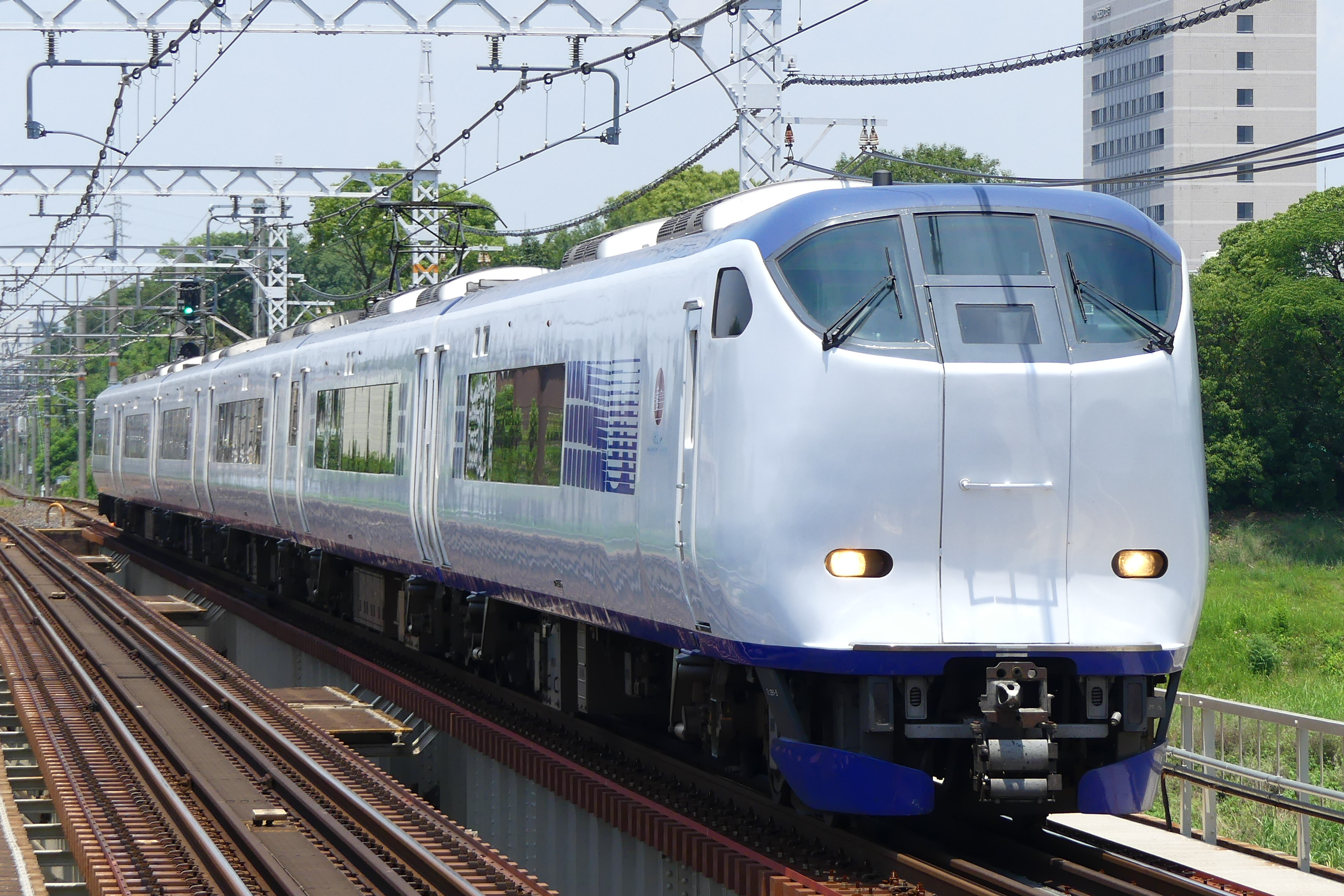
281系
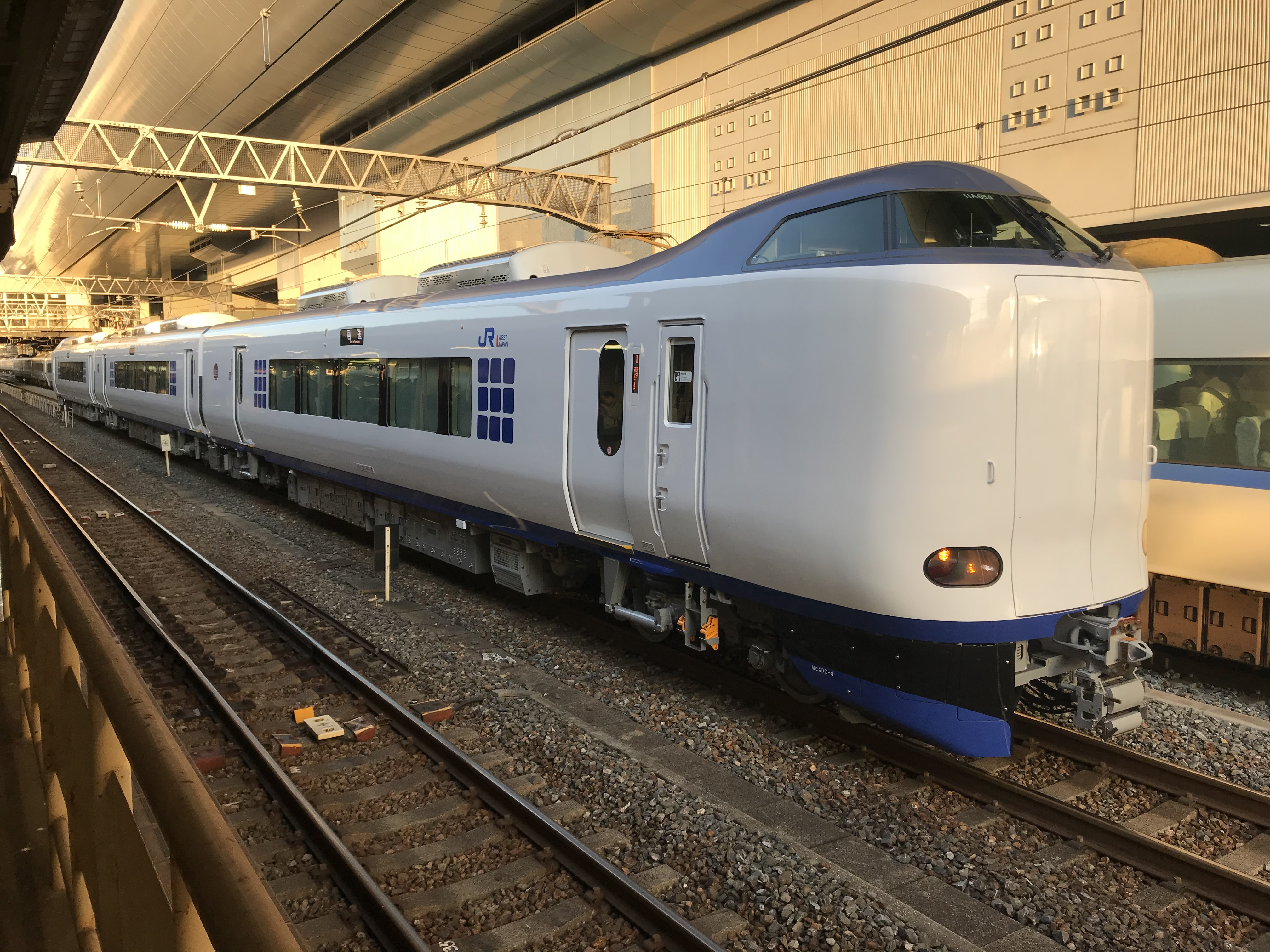
271系

ラッピング後の外観
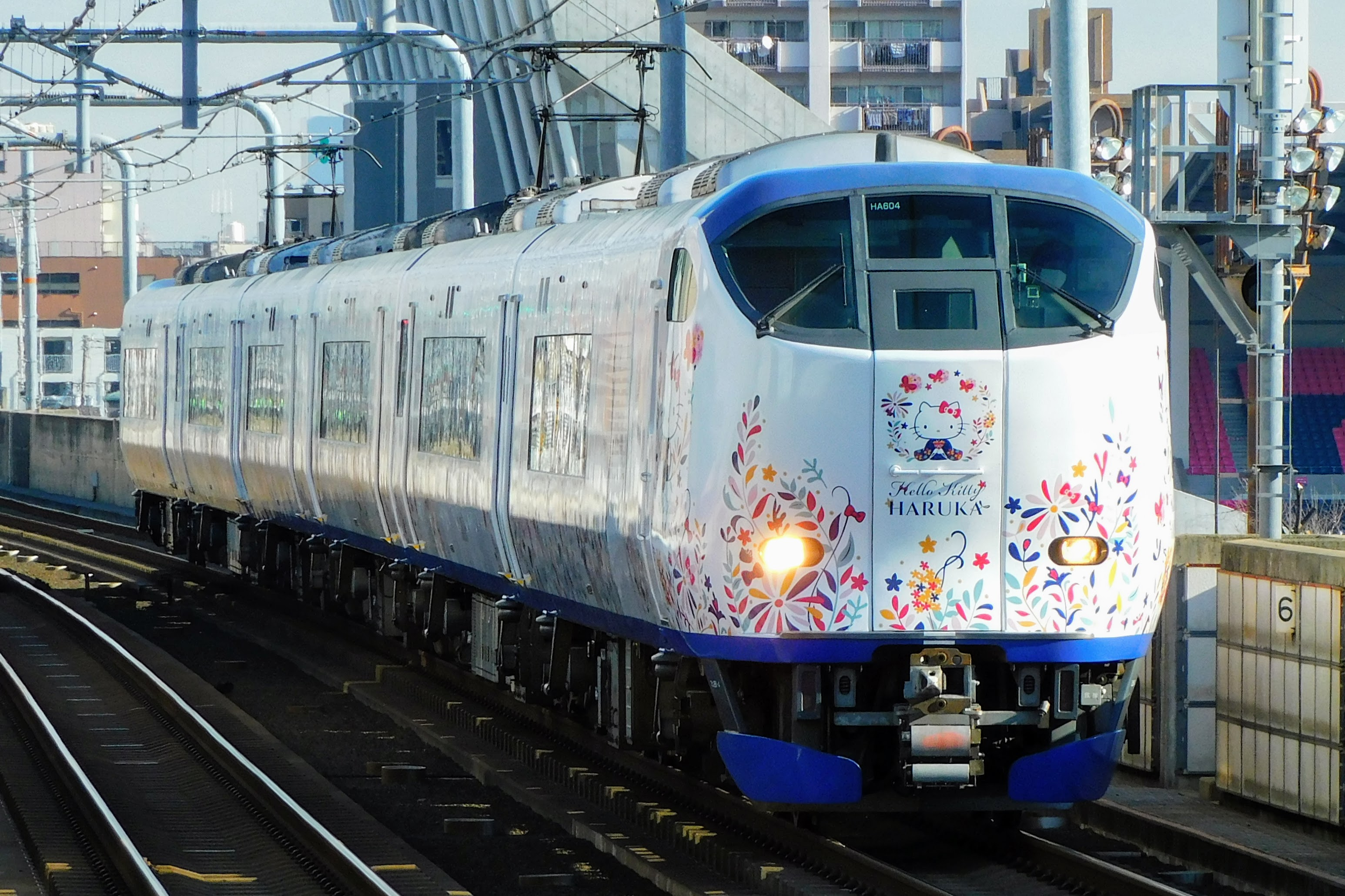
281系 DESIGN1 Butterfly
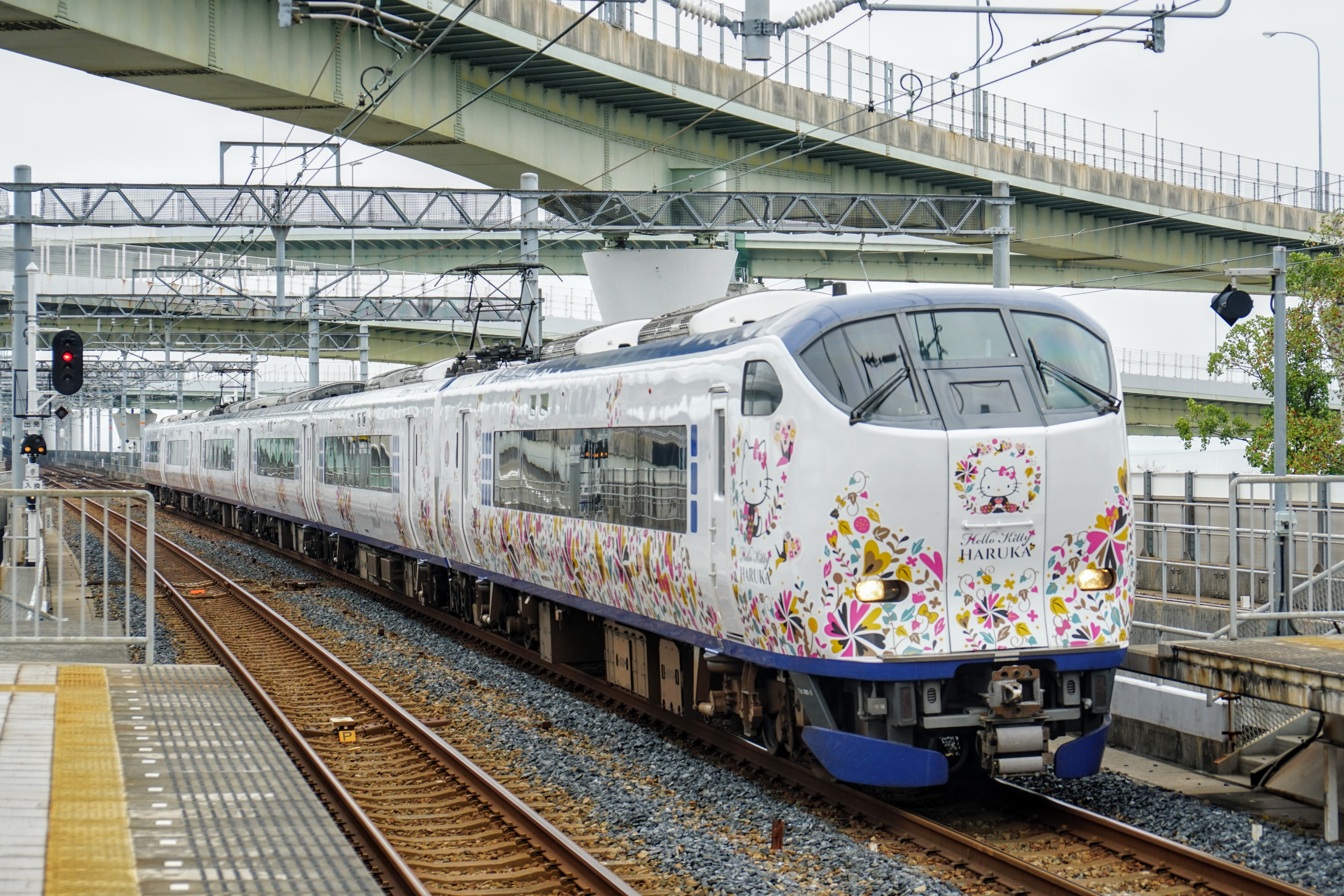
281系 DESIGN2 Ori-Tsuru
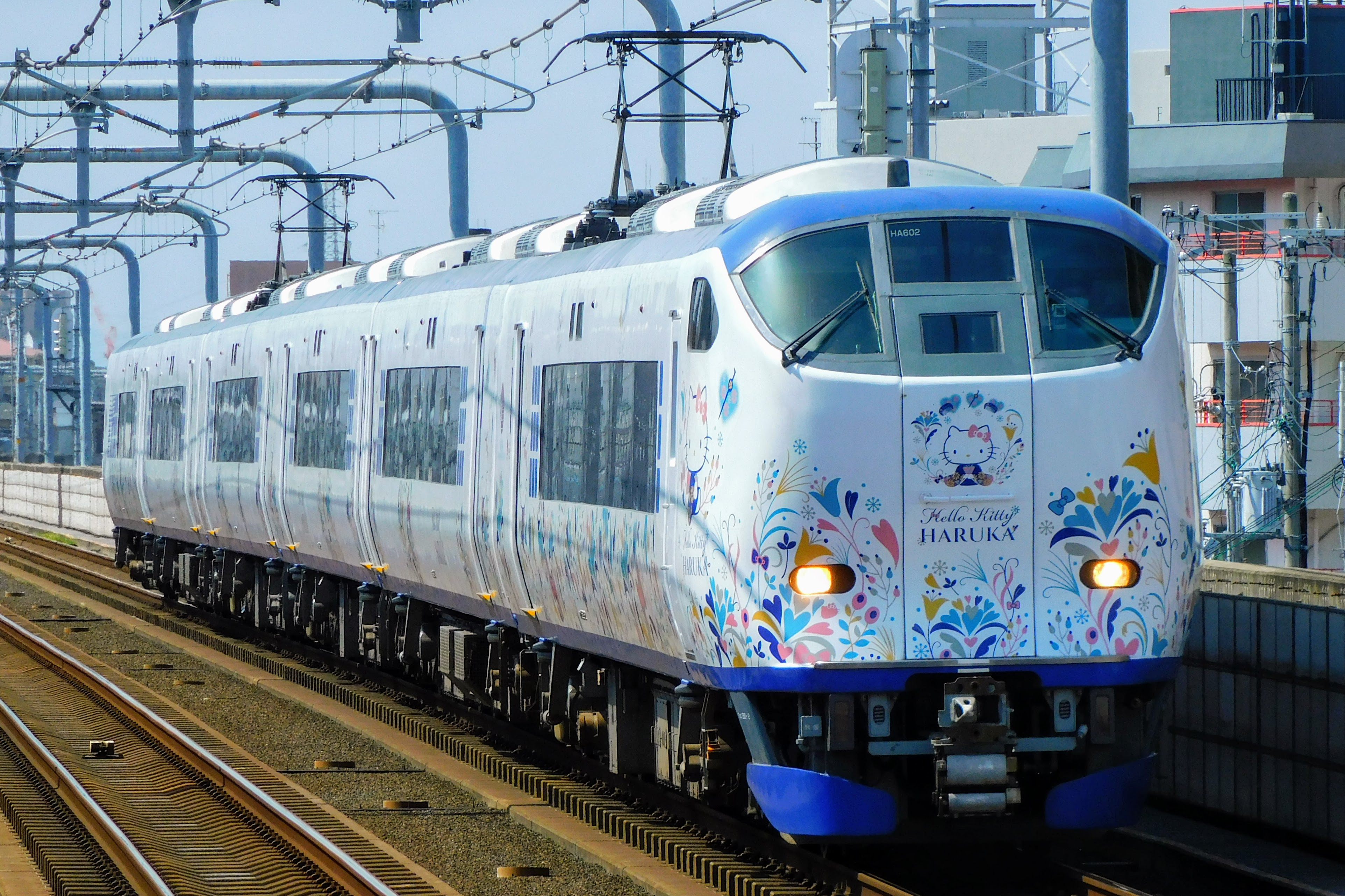
281系 DESIGN3 Kanzashi
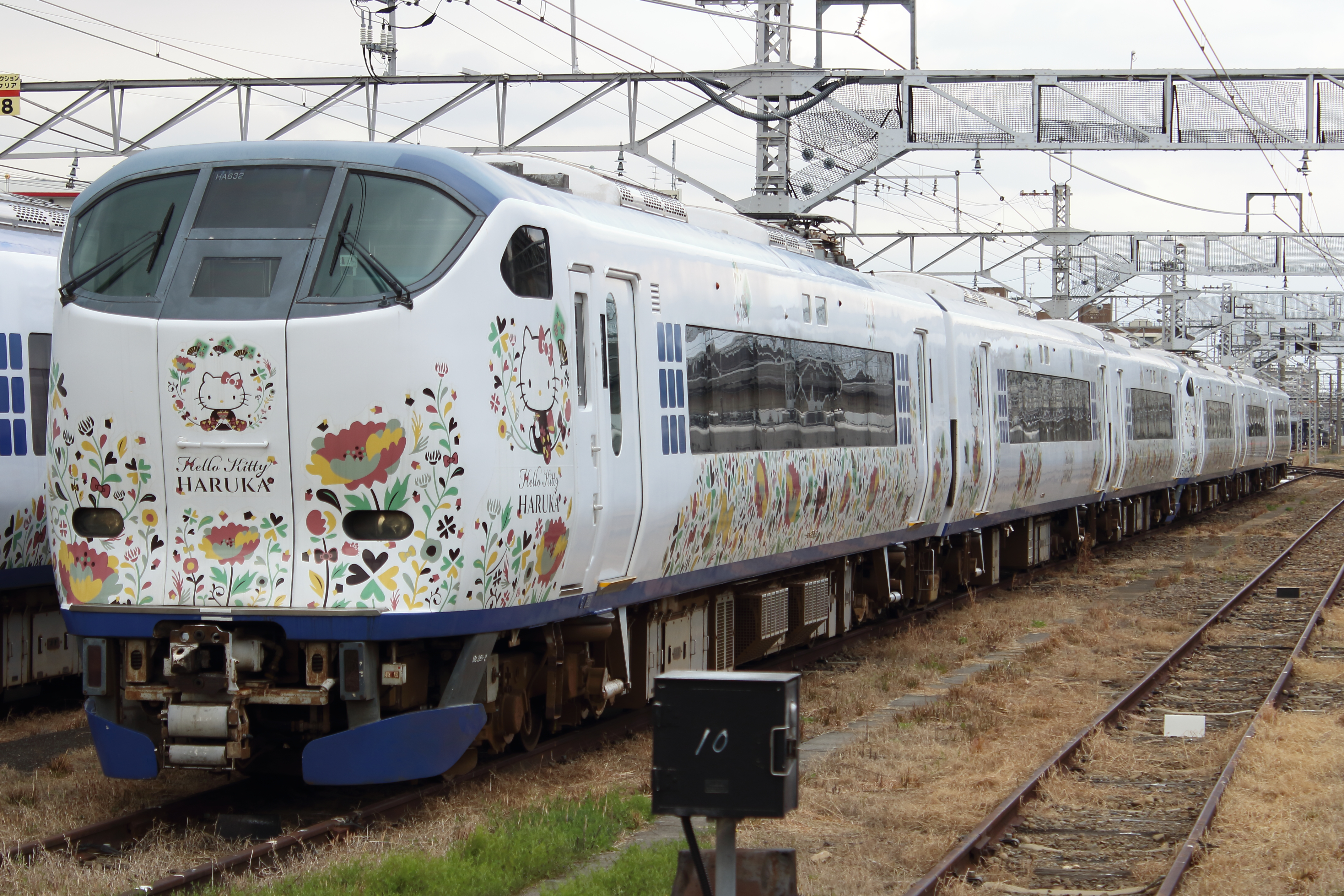
281系　DESIGN4 Ougi
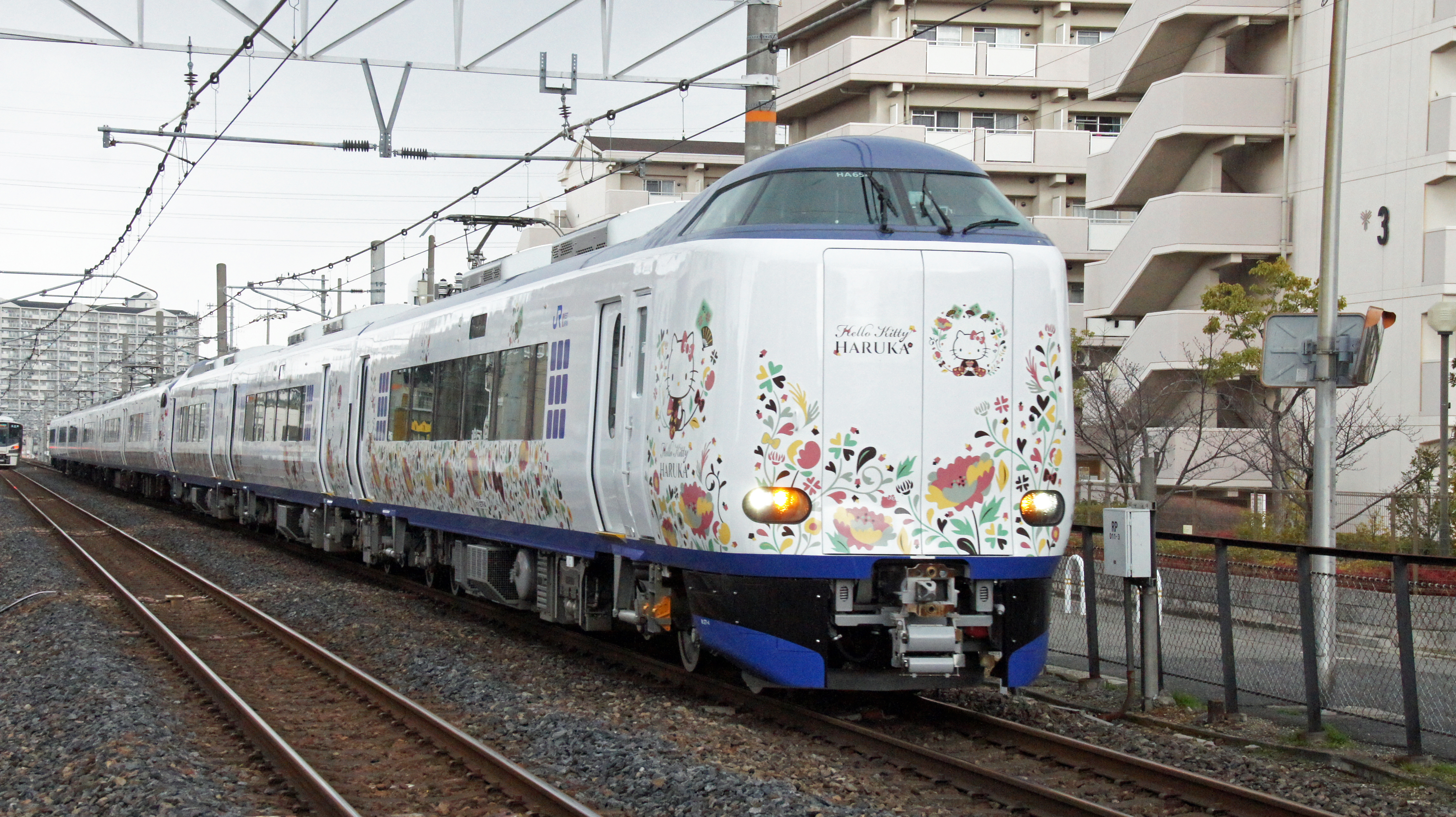
271系 DESIGN4 Ougi

### 所要時間
京都駅 - 関西空港駅間の所要時間は、日中は上下列車ともに80分である。一方で、朝と夕方から夜間にかけてはラッシュ時の運転であることや、新大阪駅・大阪駅・天王寺駅以外にも停車するため、一部は所要時間が85 - 90分程度に延び、このうち平日の2号は所要時間が100分と最長である。ちなみに、土休日の11号は同区間を最短の74分で運転している（いずれも2023年（令和5年）3月ダイヤ改正時点）。また、下り列車の京都駅 - 新大阪駅間は貨物線内の速度制限（京都駅 - 桂川駅間85 km/h、茨木駅 - 新大阪駅間110 km/h）を受けるため上り列車よりも所要時間が数分遅く、最速でも27分を要する。このため、新大阪駅や大阪駅には京都駅を同時発車する新快速よりも4分遅く到着する。
なお、前述のとおり多線区にわたる複雑な運行経路であり、梅田貨物線には単線区間が存在、および新大阪駅でおおさか東線、西九条駅で大阪環状線・桜島線（JRゆめ咲線）の各列車との競合が発生するなどの中で運行されているため、ダイヤが乱れることも多い。

## 利用状況
1995年（平成7年）には毎日運転の臨時列車として1往復が草津駅まで延長された（途中、大津駅のみ停車）。当時は琵琶湖線沿線から関西国際空港のアクセスの強化が主目的であり、ホームライナー的な要素は薄かったが、1999年（平成11年）12月に定期列車化されるまで延長運行が行われた。さらに2003年（平成15年）6月1日からは米原発着列車が2往復設定されている。「びわこライナー」が廃止されて「びわこエクスプレス」（現：らくラクびわこ）化されたのと同じように、琵琶湖線の通勤客の特急利用の需要を取り込むためであったが、米原行きは京都駅から米原方面に運行することにより同駅を終着駅とする嵯峨野線のダイヤに余裕を持たせることができた。
運行開始当初の1995年（平成7年）度の日根野駅→関西空港駅間の1日平均乗車数は4,764人で、翌1996年（平成8年）度をピークに減少し、重症急性呼吸器症候群（SARS）の発症が確認された2003年（平成15年）度から増加、2006年（平成18年）度からまた減少したものの、2012年（平成24年）以降のLCC（格安航空会社）の拡大や2014年以降はいわゆるインバウンドの増加により利用が好調であると報じられている。2020年（令和2年）には新型コロナウイルス感染症の感染拡大の煽りを大きく受け、9両に増車したばかりの列車を含め全列車を6両編成に短縮する、運行本数を通勤客の需要がある朝夕のみ9往復に減便するなどの影響が出ていた。その後、朝の2往復のみ9両になり、日中の一部の列車の運転を再開、2022年（令和4年）のお盆期間には1日あたり30往復の運転に戻すほど回復傾向にある。2022年（令和4年）11月より全列車の運転を再開、その後のインバウンド回復や長期休暇期間の旅客増加を受け、2023年（令和5年）8月より全ての列車が9両で運転されるようになった。

## 特急料金
全区間A特急料金が適用される。
運転開始当初、日根野駅 - 関西空港駅間はA特急料金が適用されていたが、2013年（平成25年）3月16日よりB特急料金の適用範囲が同区間にも拡大されていた。2023年（令和5年）3月31日までは京都駅 - 関西空港駅間でB特急料金が適用されていた。
「はるか」で使用できる特別企画乗車券（トクトクきっぷ）として、「はるか早特往復きっぷ」や、J-WESTカード利用者向けの「チケットレス特急券」がある。

## その他

### 無料公衆無線LANサービス
インバウンドによる訪日外国人の利用増加を受けて、2014年（平成26年）12月1日より、JR西日本としては初めて、列車内無料公衆無線LANサービスの提供を開始した。SSIDは「JR-WEST_FREE_Wi-Fi」で、ログイン画面（日本語・英語・中国語・韓国語）にゲストコードを入力することで無料で接続できる。ゲストコードは訪日前に事前に取得しておくか、京都駅ビル、大阪ステーションシティ、天王寺ミオのインフォメーション、関西空港第1ターミナルビル1階のインフォメーションでも取得が可能。 

### はるかレールゴーサービス
京都駅には地下に関西国際空港のチェックイン機能を持つ京都シティエアターミナル（京都CAT）が設けられ、隣接する改札口を利用し、専用の「はるかのりば」として利用客を誘導していた。京都CATでは国際線の航空券を持つ乗客の機内預け手荷物を空港へ別送するため、ホームへの荷物の搬送コンベアを設置していたが、アメリカ同時多発テロ事件以降、アメリカ合衆国が空港以外での手荷物検査を認めなくなったことなどで京都CATが閉鎖されたことに伴い、荷物扱いを廃止している。
また「はるかレールゴー洛楽サービス」として、関西空港駅から京都市内の会社やホテルなどへ荷物輸送も行っていた。

### 車内結婚式プラン
関西国際空港にあるホテル日航関西空港では開業5周年を記念して、「はるか」の車内で結婚式を挙行したあと、ホテル日航関西空港で披露宴を行う婚礼挙式プラン『はるかでGO!るIN』を企画した。JR西日本では、「はるか」のグリーン車1両と普通車指定席1両を貸切扱いとして用意し、天王寺駅からグリーン車で結婚式を行い、関西空港駅到着までに立会人のもと結婚証明書のサインや指輪の交換、記念撮影などを行うものであった。
この企画は2000年（平成12年）11月1日から2001年（平成13年）3月16日まで行われ、対象の列車は23号・31号・41号であった。

## 沿革
- 1994年（平成6年）9月4日：関西国際空港開港により29往復が運行開始[33]（このうち下り9本・上り10本は、京都駅 - 新大阪駅間が不定期列車・臨時列車）。
- 1995年（平成7年）
  - 7月15日：全ての基本編成が6両編成になる[34]。
  - 7月21日 - 8月31日：1往復が草津駅発着として延長運行[34]。
  - 11月1日：「はるかレールゴーサービス」が開始[34]。
- 1996年（平成8年）3月16日：京都駅 - 新大阪駅間の全列車が定期列車化され、「はるか」は京都駅 - 関西空港駅間の30往復になる（このうち1往復は草津駅 - 京都駅間を毎日運行の臨時列車として延長運行）。
- 1998年（平成10年）
  - 3月14日：関西空港行き49号以降、関西空港発2 - 6号が日根野駅に停車するようになる。
  - 12月1日：全列車に自由席が設置される[20]。
- 2000年（平成12年）3月11日：草津駅 - 京都駅間の臨時列車が定期列車化。
- 2001年（平成13年）3月3日：ユニバーサル・スタジオ・ジャパンへの連絡駅である西九条駅に、8号を除く9時30分以降に到着する列車を同駅に停車開始[35]。
- 2002年（平成14年）
  - 8月31日：「はるかレールゴーサービス」が廃止[29]。
  - 10月1日：同年10月5日のダイヤ改正に合わせた編成の方向転換を実施。
- 2003年（平成15年）
  - 3月15日：49号以降と2・4・6号が和泉府中駅に停車するようになる。また、45・47号が新たに和泉府中駅・日根野駅に停車するようになる[36]。
  - 6月1日：米原発着列車が2往復設定される[21][22]。
  - 10月1日：8・13号が西九条駅に停車するようになる。9・13号の自由席が2両から3両になる。
- 2004年（平成16年）10月16日：野洲駅・山科駅が停車駅になる[37]。
- 2007年（平成19年）3月18日：喫煙コーナーが廃止され、全面禁煙化[38]。
- 2008年（平成20年）10月1日：J-WESTカードによるチケットレス割引が開始。
- 2010年（平成22年）3月13日：ダイヤ改正により、西九条駅の停車を取り止めたほか、日中の6往復が毎日運行の臨時列車化[39]。
- 2011年（平成23年）
  - 3月12日：毎日運転の臨時列車として運行していた6往復を繁忙期のみ運転に変更[40]。
  - 11月12日 - 11月27日の土休日ダイヤと12月1日 - 2013年3月15日の毎日、8・10号が日根野駅・和泉府中駅に臨時停車するようになる[41][42]。
- 2012年（平成24年）3月17日：山科駅への停車は3号のみになる[43][44]。
- 2013年（平成25年）3月16日：8・10号が日根野駅・和泉府中駅定期停車となる。関西空港線のB特急料金適用開始により、料金が値下げされる[25]。
- 2016年（平成28年）3月26日：6往復を増発し30往復の運転に、昼間時間帯は30分間隔の運転になる。また、朝の関西空港行き4本と夜の京都方面行き10本が新たに高槻駅に停車[12]。
- 2017年（平成29年）10月22日：関西空港行き4号車を指定席から自由席に変更（一部例外あり）。

- 2018年（平成30年）

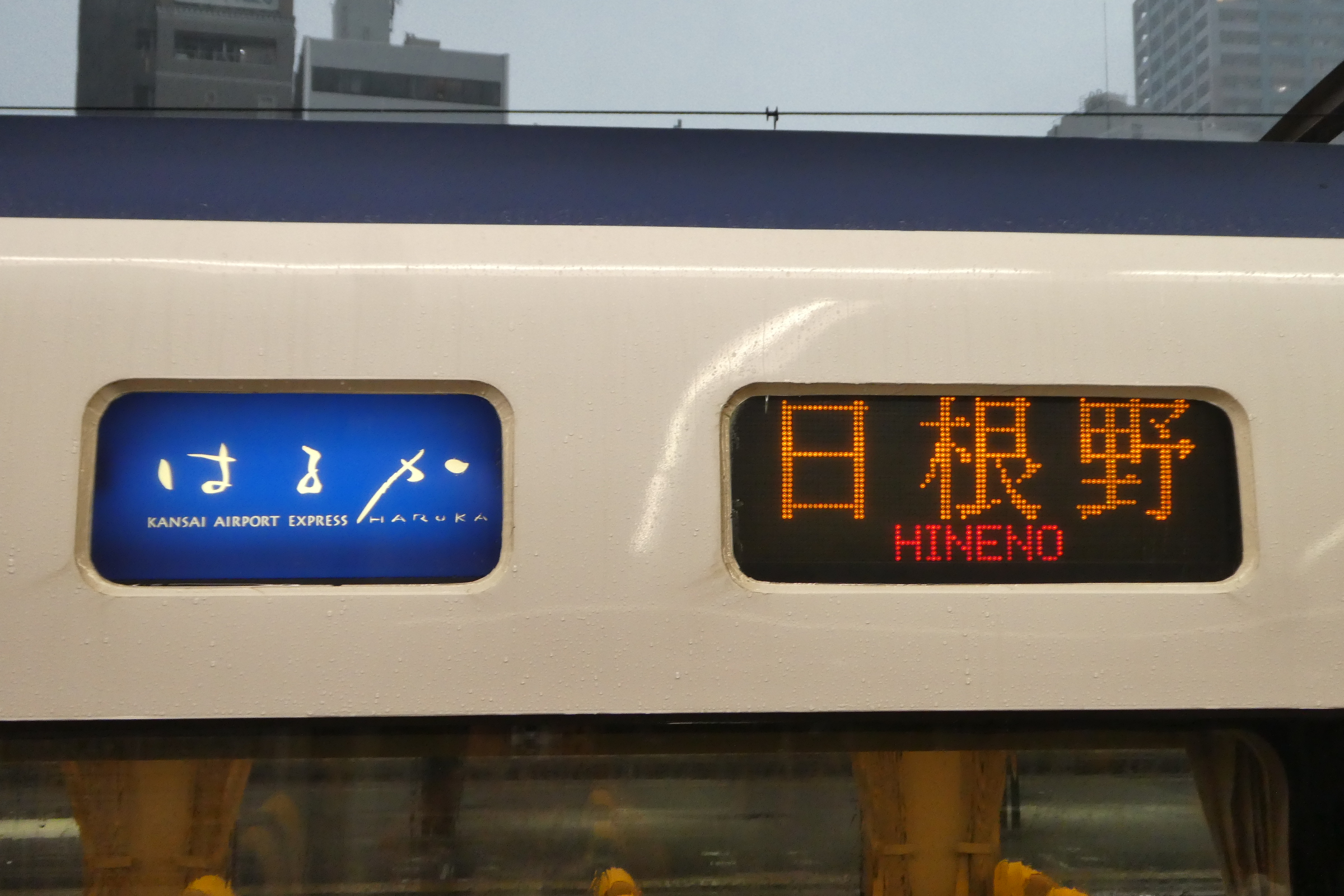
2018年9月8日 - 17日にかけて運転されていた、日根野行き「はるか」

  - 9月4日：台風21号の影響で関西国際空港連絡橋に漂流したタンカーが衝突し橋が損傷したため、運休となる[45]。
  - 9月8日：関西空港線日根野駅 - りんくうタウン駅間運転再開をうけ、全列車日根野駅発着で運転を再開[16]。
  - 9月18日：空港連絡橋のうち鉄道部分が復旧したため、通常ダイヤに復旧[46]。
- 2019年（平成31年）
  - 1月29日：コラボレーションラッピング車両「ハローキティ はるか」の運行を開始[47]。
  - 3月16日：日中の京都行き3号車を自由席に変更。

- 2020年（令和2年）

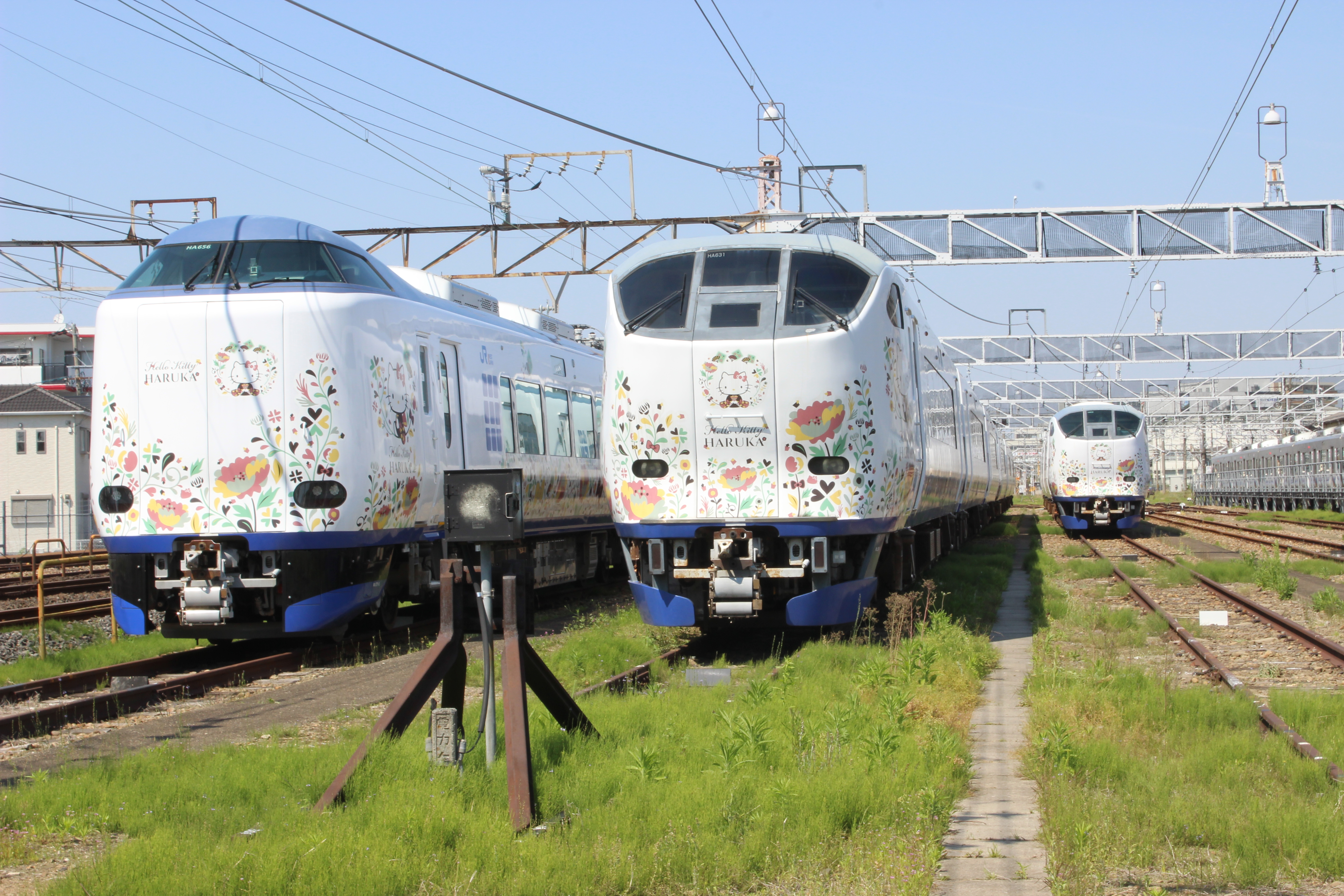
新型コロナウイルス感染拡大により使われなくなったはるかの増結用付属編成

  - 3月14日：271系電車を投入。全列車を9両編成化[3]。
  - 4月1日：新型コロナウイルス感染症に伴う利用低迷により当面の間、全列車が6両編成となる[19]。これにより271系電車が運用開始からわずか17日で運用を離脱。
  - 4月24日：新型コロナウイルス感染症に伴う利用低迷により当面の間、上下計28本（米原駅発着を含む）を運休する[48]。
  - 9月1日：新型コロナウイルス感染症による乗客減少の影響と当面の間、乗客増加が見込めないことから早朝・夜間を除き、無期限で日中に運転する列車を全便運休となる[49]。
- 2021年（令和3年）
  - 3月13日：定期列車を11往復に削減（昨年4月24日または9月1日から運休中の日中時間帯の列車は時刻表から抹消。ただし号数変更は行わない）。11号を野洲発に延長。9・50・54号を野洲発着に、13号を京都発に短縮し、米原駅 - 野洲駅間は廃止。事実上、米原発着は昨年4月23日が最後の運行となった。野洲・草津発着列車が全て南草津駅・山科駅に停車する。1・2・4・15号で9両編成での運行を1年ぶりに再開[13]。
  - 5月1日：新型コロナウイルスの感染が再び拡大したことに伴い、この日から当面1日あたり6往復のみ運転となる。
- 2022年（令和4年）
  - 3月12日：ダイヤ改正に伴い、7・10号の運行を再開。
  - 7月1日：訪日外国人受け入れ再開に伴う関西国際空港の利用増加が見込めることを受け、14・18・19・22・23・26・27・30・31・34・35・38・39・43号の運行を再開し、1日19往復の運転となる[14]。
  - 11月1日：水際対策の緩和に伴う関西国際空港の利用増加が見込めることを受け、運休していたすべての列車が運転を再開し、1日30往復の運転となる[15]。

- 2023年（令和5年）

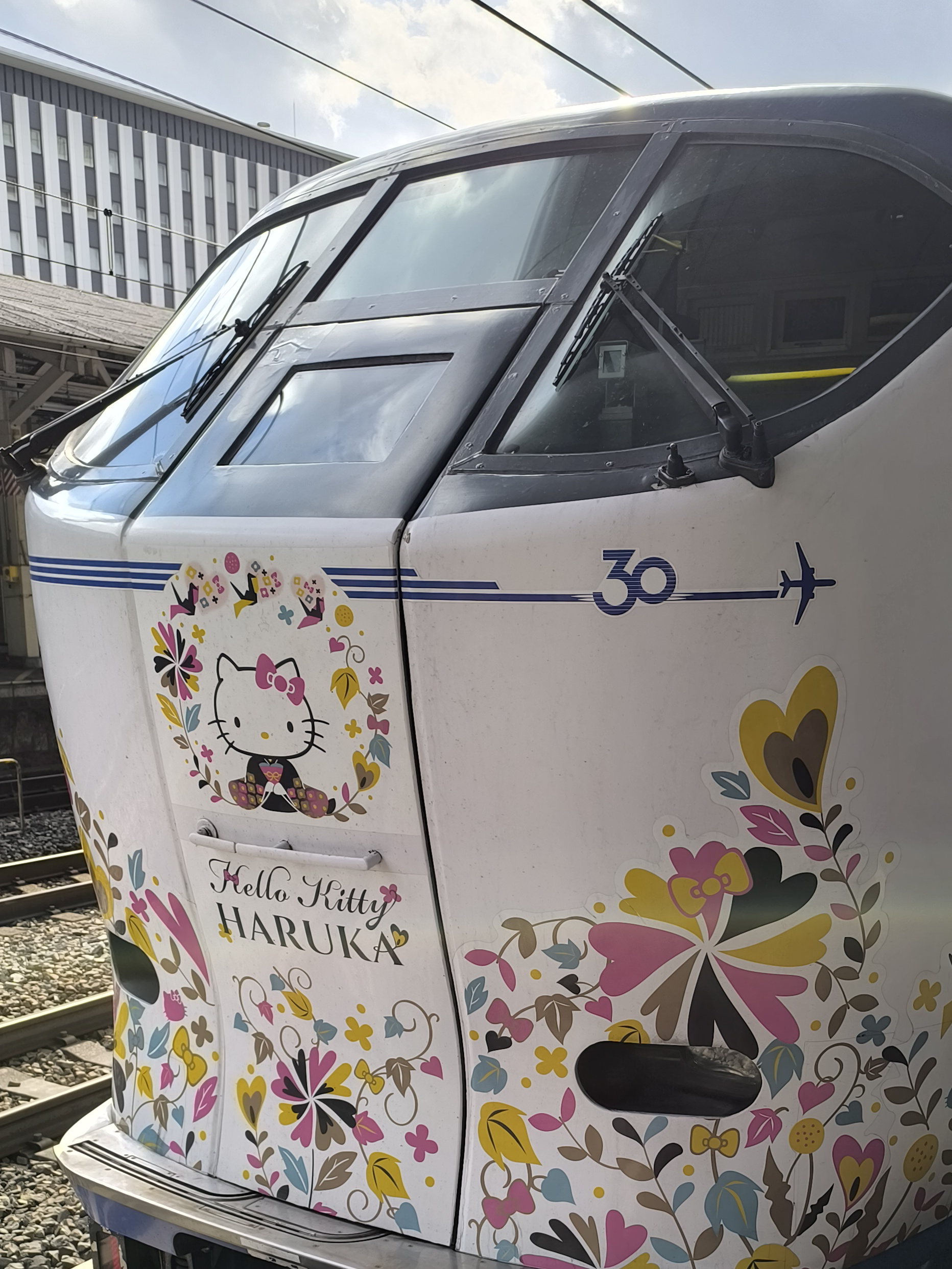
30周年記念ロゴをラッピングした281系車両 （京都駅、2025年3月)

  - 3月18日：ダイヤ改正により大阪駅（地下ホーム）に停車を開始。12号と43号が和泉府中・日根野に新規停車[7]。
  - 4月1日：全区間へのA特急料金適用開始により、B特急料金適用区間だった京都駅 - 関西空港間駅において料金が値上げされる[27]。
  - 8月4日：更なる水際対策の緩和に伴う関西国際空港の利用者増加を見越し、再び全列車が9両編成となる。
  - 10月7日：7号車が自由席に変更される[50]。
- 2024年（令和6年）3月16日：毎日運転の臨時列車扱いだった列車を定期列車とする[51]。